# Curaçao
Curaçao (på papiamento Kòrsou) är ett autonomt område inom Konungariket Nederländerna och utgörs av en ö i Västindien.

## Geografi

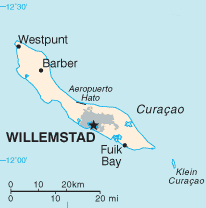
Karta över Curaçao.

Curaçao ligger ca 70 km norr om Venezuela i sydliga delen av Karibiska havet, mellan Aruba och Bonaire. Tillsammans kallas de ABC-öarna. Curaçao är en lång, torr och till största delen platt ö. Den sträcker sig ca 64 km från sydöst till nordväst och har ungefär samma nord-sydliga vinkel som sina systeröar Aruba i väster och Bonaire i öster. Ön är ca 16 km som bredast och hela ytan uppgår till 444 km².
Kustlinjen längs södra sidan är oregelbunden och har många små bukter och vikar, däribland de utsökta vikarna och stränderna på öns västkust. De största havsvikarna finns från mellersta östkusten till längst ut på östra sidan, där huvudstaden och hamnstaden Willemstad ligger. I och runt denna historiska stad bor de flesta av Curaçaos 140 000 invånare.
Den långa nordkusten, ständigt utsatt för de nordostliga passadvindarna, kännetecknas av en grov kustlinje med klippformationer av kalksten ovanpå uråldriga vulkaniska berg samt av väderbiten terräng. Här bor inte så mycket folk som på sydkusten, men det finns flera små byar med traditionella "landhuis" och även gamla plantageanläggningar.
Västkusten karakteriseras av en vidsträckt bergig terräng, i de flesta fall omgiven av Christoffel Park. I denna 1 820 hektar stora park ligger berget Mt. Christoffel, med den högsta toppen på Curaçao med sina 377 m ö.h. Den östra delen av ön omfattar en platt och mestadels torftig slätt, med endast några få bosättningar och några byvägar som sammanbinder inlandet med kusten. Curaçao är en torr ö med endast 510 mm regn per år. Den största delen av vattenförsörjningen kommer från en stor avsaltningsanläggning på sydkusten. Det finns även några saltdammar på ön.
I närheten av Curaçao, i sydost, ligger den obebodda ön Klein Curaçao.

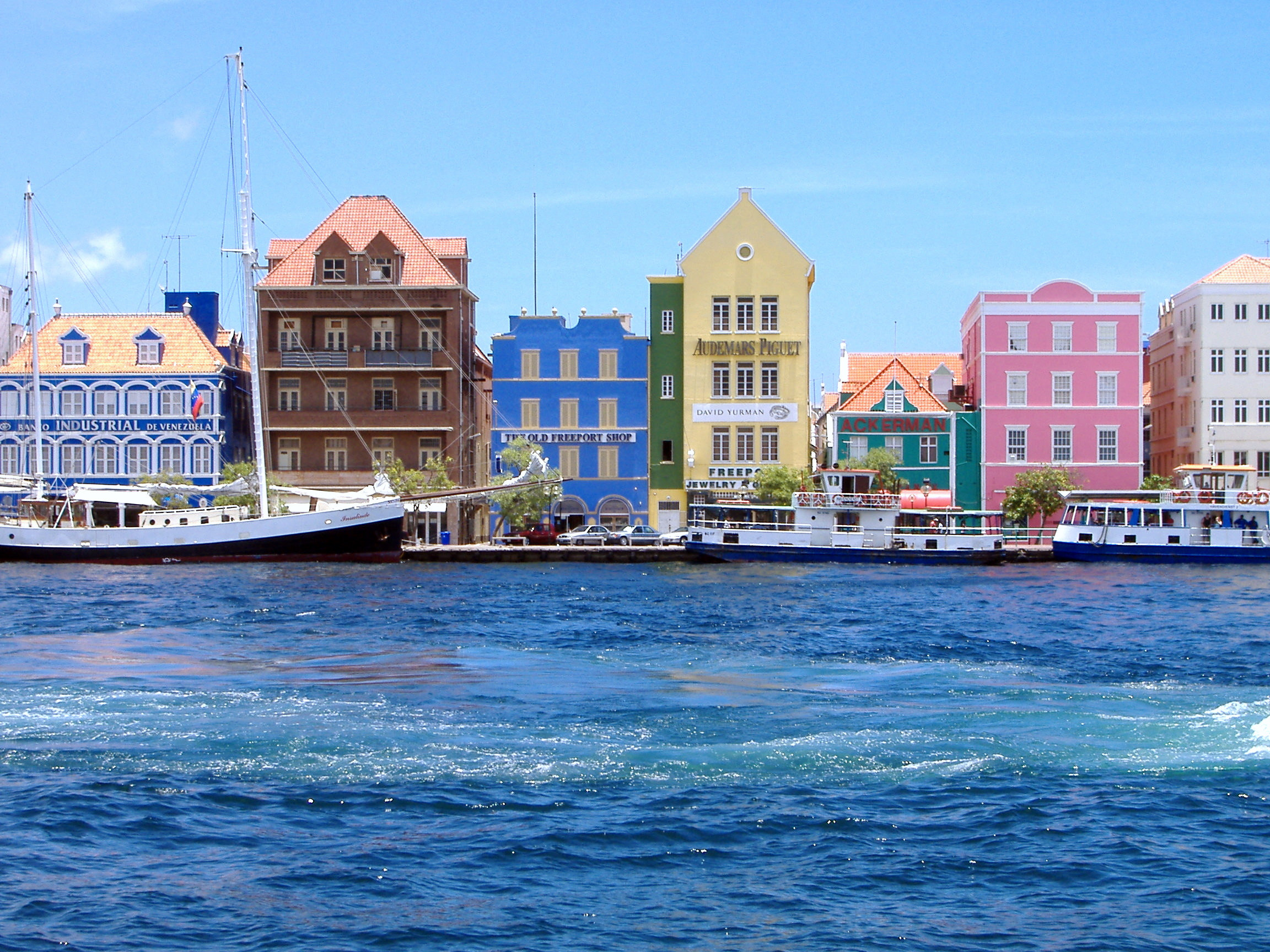
Willemstads Gamla staden upptogs på Unescos världsarvslista 1997.

## Historia
Ön har varit bebodd sedan 600-talet f.Kr. då fiskare och jordbrukare från Arowakstammen kom från Sydamerika. Förste europé på ön var Alonso de Ojeda som upptäckte ön år 1499 då han var i behov av att bunkra färskvatten. Ursprungsbefolkningen kom att användas som slavar på andra spanska öar i Karibien.
År 1634 intogs ön av Nederländerna under befäl av Johan van Walbeeck med syfte att tillgodose hemlandet med salt till sillindustrin efter det att Spanien och Portugal blockerat tillgången på denna råvara. Efter freden i Münster 1648 (Westfaliska freden) efter det Åttioåriga kriget mellan Spanien och Portugal på ena sidan och Nederländerna å den andra, utvecklades Curaçao till en frihandelszon. 1713 blev ön under en kort tid besatt av den franske sjörövaren Jaques Cassard. Under Nederländska Västindiska Kompaniet blev Curaçao centrum för slavhandel i området under 1600-talet och fram till slavupproret 1795 som leddes av Tula och Karpata vilka sedermera dömdes till hängning. År 1800 ockuperades Curaçao av England men blev fördrivna 1803 av lokalbefolkningen. 1807 kom engelsmännen tillbaka och 1816 blev Curaçao åter i nederländsk besittning. Slaveriet avskaffandes 1863 under Vilhelm III:s regeringstid.
Namnet Curaçaos etymologi är omtvistad. En möjlighet är att det kan härledas från det portugisiska ordet curação eller från det spanska ordet curación 'bot', 'tillfrisknande', då sjömän kom till ön och blev av med skörbjugg. Det kan också vara portugisiska för 'hjärta' (portugisiska coração). Andra hävdar att det kommer från inhemska ord. Det hävdas till exempel att det inhemska (indianska) ordet coro ledde till att öns namn blev Curasate och senare Curaçao.
Ord som kan härledas från Curaçao är spanskans Corsario, en avlönad pirat i främmande makts tjänst för att kapa galeonerna som fraktade ”spanskt” guld mellan Amerika och Spanien. Dessa kapare hade ofta Curaçao som bas.
Omkring 1930 fick Curaçao ett uppsving med anläggandet av Shells raffinaderi som hade stor strategisk betydelse för tillverkning av flygbränsle under andra världskriget. 1959 blev Nederländska Antillerna en självstyrande provins med den nederländska kronan som överhuvud. 1960-talet var starten för turismen på ön.
Den 30 maj 1969 är ett centralt datum, då ett tre dagar långt uppror mot främst stora nederländska arbetsgivare skapade stor oro, förstörelse och orsakade tre dödsfall.

## Ekonomi
Turism och ett oljeraffinaderi utgör de största näringarna. Även tradition av sprittillverkning av blå och grön Curaçao, som är smaksatt med öns bittra apelsiner. Saltanläggningar har även förekommit, men dagens problem är att avsalta havsvatten till dricksvatten som är sparsamt förekommande, då nederbörden normalt är låg och färskvatten även används som kylvatten av oljeraffinaderiet. Norr om Willemstad ligger den internationella flygplatsen Hato. Valutan är Antiller Gulden som har fast kurs mot US-dollarn.

### Turism

#### Dykning

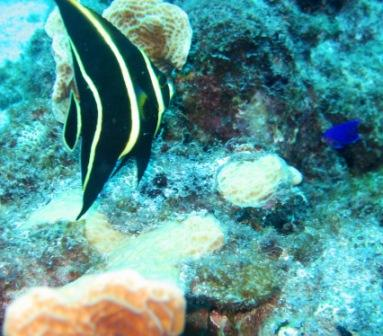
Fauna och flora på 10 meters djup.

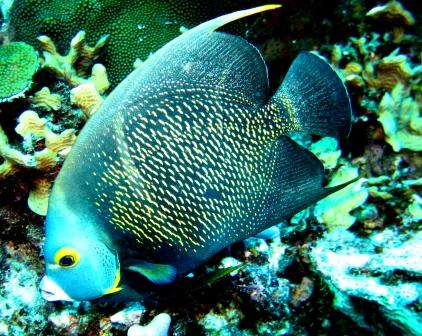
Fransk ängelfisk på 15 meters djup.

Den största turistattraktionen på ön förutom sol och bad, är dykning med många dykplatser mycket nära kusten och en normal sikt på cirka 30 meter med vattentemperatur på 28 grader Celsius ner till 30 meters djup. Några nämnvärda platser är:
- Alphen, ett sedan 1778 sjunket nederländskt örlogsfartyg inne i Willemstads hamnområde.
- Superior Producer, ett sedan 1977 sjunket handelsfartyg på 33 meters djup vid aktern strax utanför hamninloppet.
- Towboat, en sedan tidigt 1900-tal sjunken bogserbåt på 5 meters djup i Caracasbai.
- Korallskogar finns längs hela sydvästkusten med större eller mindre korallskogar på 10 till 30 meters djup.
- Blue Cave är en undervattensgrotta vid kusten strax söder om Santa Cruz-bukten.
- Nordöstkusten är besvärlig att dyka på då det är strömt men där finns de bästa hummerfångstplatserna.

#### Andra sevärdheter
Ön är av vulkaniskt och korallfossilt ursprung med ett tätt busklandskap och en och annan saltvattenslagun (Saliñas på papiamento). I nordväst finns några höjder med högsta toppen Sint Christoffelberg på 375 meter över havet. Hato-grottan i närheten av flygplatsen är en kalkstensgrotta med en fladdermuspopulation. Grottan användes av slavar som gömställe och för religiösa ceremonier. Grottan vid Shete Boka har petroglyfer från öns urbefolkning och landskapet utanför minner om öns vulkaniska ursprung och havets erosion genom de olika havsnivåförändringarna på grund av istider.
Den karibiska flamingon häckar på ön och syns till främst i Salina Sint Marie.

### Kommunikationer
Dagliga internationella förbindelser finns med Amsterdam, Miami, Caracas samt Aruba.

## Demografi
Befolkningen uppgår till cirka 150.000 invånare. Majoriteten av Curaçaos befolkning är av afrikanskt ursprung. På ön talar man förutom nederländska även papiamento, spanska, engelska och portugisiska, fast på gatorna och butikerna brukar man prata mer papiamento. Engelska är dock turistspråket.

### Orter på ön
- Willemstad, huvudorten
- Sint Willibrordus
- Sint Michiel (Boca Sami)
- Soto
- Lagún
- Westpunt
- Barber
- Tera Córa
- Grote Berg

## Curaçao i kulturen
- Curaçao har besjungits av Povel Ramel i sången Måste vägen till Curaçao gynga så?.